# المصنعة (الرضمة)

تعديل مصدري - تعديل

المصنعة هي إحدى قرى عزلة أزال بمديرية الرضمة التابعة لمحافظة إب، بلغ تعداد سكانها 413 نسمة حسب تعداد اليمن لعام 2004.